# Remonstrante
A Irmandade Remonstrante ou Igreja Remonstrante (em holandês Remonstrantse Broederschap) foi fundada em 1617, após a expulsão no Sínodo Nacional Dordrecht de cerca de 45 ministros e teólogos dos Países Baixos que deram continuidade ao desenvolvimento da teologia de Jacó Armínio (1560-1609).
Nos Países-Baixos havia uma forma nativa da Reforma Protestante antes da adesão do calvinismo em 1568, muitos desses neerlandeses professavam uma forma mais liberal de protestantismo e Jacob Arminius tentou primeiramente trazê-los para a teologia reformada, mas acabou reavaliando suas próprias crenças.
Em 1610, depois da morte de Arminius, seus seguidores propuseram Os cinco artigos da remonstrância, defendendo sua teologia. Seu principal representante foram Simon Episcopius (1583-1643) e o conhecido jurista Hugo Grócio (1583-1645). Os remonstrantes progressivamente afastaram-se das linhas traçadas originalmente por Armínio e deram origem ao "arminianismo da cabeça"
Os remonstrantes abandonaram alguns dos princípios, como a crença no pecado original e na depravação total. Posteriormente, a teologia de alguns sofreu fortes influências do iluminismo, universalismo e teologia liberal. Hoje honram o princípio protestante liberal de não-dogmatismo.
Atualmente (2008), a Irmandade Remonstrante possui 5 780 membros e mais 3 000 simpatizantes em 47 congregações nos Países Baixos e uma igreja em Friedrichstadt, Alemanha.
Dedicados ao ecumenismo, os remonstrantes fazem parte do Conselho Mundial de Igrejas, da Aliança Mundial de Igrejas Reformadas, do Conselho das Igrejas dos Países-Baixos, da Conferência de Leuenberg de Igrejas Cristãs Europeias, e da Rede Europeia de Protestantes Liberais.
A despeito do estabelecimento da Igreja Remonstrante como instituição, o nome "remonstrante" pode ser utilizado por qualquer igreja, ideia, ou pessoa que conserve e siga os princípios defendidos por Armínio e pelos remonstrantes originais, sem que necessariamente esteja ligado à Igreja Remonstrante ou seguindo seus modernos ideais.